# Skończenie generowana grupa przemienna
Skończenie generowana grupa przemienna – grupa przemienna (abelowa), której zbiór generatorów jest skończony. W szczególności, każda skończona grupa abelowa jest skończenie generowana.
Skończenie generowane grupy mają prostą strukturę i mogą być całkowicie sklasyfikowane, jak wyjaśniono niżej.

## Definicja
Niech {\displaystyle (G,+)} będzie przemienna. Grupę tę nazywa się skończenie generowaną, jeżeli istnieje skończenie wiele takich elementów {\displaystyle x_{1},\dots ,x_{s}\in G,} że każdy {\displaystyle x\in G} może być zapisany jako
{\displaystyle x=n_{1}x_{1}+n_{2}x_{2}+\ldots n_{s}x_{s},}
gdzie {\displaystyle n_{1},\dots ,n_{s}} są całkowite. Wtedy mówi się, że zbiór {\displaystyle \{x_{1},\dots ,x_{s}\}} jest zbiorem generującym (generatorów) {\displaystyle G} lub że {\displaystyle x_{1},\dots ,x_{s}} generują {\displaystyle G.}

## Przykłady
- Liczby całkowite {\displaystyle (\mathbb {Z} ,+)} są skończenie generowaną grupą abelową,
- liczby całkowite modulo n {\displaystyle \mathbb {Z} _{n}} są skończenie generowanymi grupami przemiennymi,
- dowolna suma prosta skończenie wielu skończenie generowanych grup przemiennych także jest skończenie generowaną grupą przemienną

Powyższa lista wyczerpuje przykłady podgrup skończenie generowanych.
- Grupa {\displaystyle (\mathbb {Q} ,+)} liczb wymiernych nie jest skończenie generowana: niech {\displaystyle x_{1},\dots ,x_{s}} będą liczbami wymiernymi, a {\displaystyle w} liczbą naturalną względnie pierwszą z mianownikami liczb {\displaystyle x_{1},\dots ,x_{s},} wtedy przedstawienie elementu {\displaystyle {\tfrac {1}{w}}} za pomocą {\displaystyle x_{1},\dots ,x_{s}} okazuje się niemożliwe.

## Klasyfikacja
Twierdzenie o klasyfikacji skończenie generowanych grup abelowych (Frobenius i Stickelberger, 1878), będące szczególnym przypadkiem twierdzenia strukturalnego dla skończenie generowanych modułów nad dziedziną ideałów głównych (twierdzenia Frobeniusa o równoważności macierzy nad pierścieniem liczb całkowitych), może być wyrażone na dwa niżej wymienione sposoby (podobnie jak dla d.i.g.). Jego szczególnym przypadkiem jest twierdzenie o klasyfikacji skończonych grup przemiennych. Wynik ten ma zastosowanie praktyczne w informatyce: obliczenia w poszczególnych grupach rozkładu mogą być wykonywane równolegle (tzn. niezależnie od siebie).

### Rozkład na czynniki pierwsze
Sformułowanie rozkładu na czynniki pierwsze mówi, że każda skończenie generowana grupa abelowa {\displaystyle G} jest izomorficzna z sumą prostą cyklicznych grup o rzędach będącymi potęgami liczb pierwszych oraz nieskończonych grup cyklicznych. To jest, każda taka grupa jest izomorficzna z grupą postaci
{\displaystyle \mathbb {Z} ^{n}\oplus \mathbb {Z} _{q_{1}}\oplus \ldots \oplus \mathbb {Z} _{q_{t}},}
gdzie {\displaystyle n\geqslant 0,} a liczby {\displaystyle q_{1},\dots ,q_{t}} są (niekoniecznie różnymi) potęgami liczb pierwszych. W szczególności {\displaystyle G} jest skończona wtedy i tylko wtedy, gdy {\displaystyle n=0.} Wartości {\displaystyle n,q_{1},\dots ,q_{t}} są wyznaczone jednoznacznie (co do porządku) przez {\displaystyle G.}

### Rozkład na czynniki niezmiennicze
Dowolna skończenie generowana grupa przemienna {\displaystyle G} może być zapisana także jako iloczyn prosty postaci
{\displaystyle \mathbb {Z} ^{n}\oplus \mathbb {Z} _{k_{1}}\oplus \ldots \oplus \mathbb {Z} _{k_{u}},}
gdzie {\displaystyle k_{1}} dzieli {\displaystyle k_{2},} które dzieli {\displaystyle k_{3}} i tak dalej, aż do {\displaystyle k_{u}.} Znowu, liczby {\displaystyle n,k_{1},\dots ,k_{u}} są jednoznacznie wyznaczone przez {\displaystyle G} (tutaj wraz z jednoznacznym porządkiem) i są nazywane czynnikami niezmienniczymi, tzn. dwie skończenie generowane grupy abelowe są izomorficzne wtedy i tylko wtedy, gdy mają jednakowe ciągi czynników niezmienniczych; liczba {\displaystyle n} jest równa randze grupy abelowej.

### Równoważność
Powyższe stwierdzenia są równoważne na mocy chińskiego twierdzenia o resztach, które mówi w tym wypadku, że {\displaystyle \mathbb {Z} _{m}} jest izomorficzna z iloczynem prostym {\displaystyle \mathbb {Z} _{j}} przez {\displaystyle \mathbb {Z} _{k}} wtedy i tylko wtedy, gdy {\displaystyle j} oraz {\displaystyle k} są względnie pierwsze i {\displaystyle m=jk.}

## Wnioski
Wyrażone inaczej twierdzenie o klasyfikacji mówi, że skończenie generowana grupa przemienna jest sumą prostą grupy abelowej wolnej skończonej rangi i skończonej grupy przemiennej, z których każda jest wyznaczona jednoznacznie co do izomorfizmu. Skończona grupa abelowa jest podgrupą torsyjną {\displaystyle G.} Ranga {\displaystyle G} jest określona jako ranga beztorsyjnej części {\displaystyle G;} tzn. jest to liczba {\displaystyle n} w powyższych wzorach.
Wnioskiem płynącym z twierdzenia o klasyfikacji jest, że każda skończenie generowana beztorsyjna grupa przemienna jest wolną grupą abelową. Warunek skończonego generowania jest tu kluczowy: {\displaystyle \mathbb {Q} } jest beztorsyjna, ale nie jest wolna grupą abelową.
Każda podgrupa i grupa ilorazowa skończenie generowanej grupy abelowej jest znowu skończenie generowaną grupą abelową. Skończenie generowane grupy przemienne, wraz z homomorfizmami grupowymi stanowią kategorię przemienną, będącą podkategorią Serre’a kategorii grup abelowych.

## Nieskończenie generowane grupy przemienne
Należy mieć na uwadze, że nie każda grupa przemienna skończonej rangi jest skończenie generowana; grupa pierwszej rangi {\displaystyle \mathbb {Q} } jest jednym z przykładów, kolejnym jest grupa rangi zerowej będąca sumą prostą przeliczalnie wielu egzemplarzy {\displaystyle \mathbb {Z} _{2}.}